# Laila Lalami
Laila Lalami (àrab: ليلى العلمي, Laylà al-ʿAlamī) (Rabat, Marroc, 24 de febrer de 1968) és una novel·lista, assagista, lingüista i professora d'escriptura creativa marroquina naturalitzada estatunidenca. També ha treballat de periodista i comentadora.
Va començar a publicar els seus escrits el 1996, en anglès. La seva primera novel·la, composta d’històries vinculades, es va publicar el 2005. El 2015 va ser finalista del Premi Pulitzer de ficció per la seva novel·la The Moor's Account (2014), sobre Estevanico, que va rebre elogis de la crítica i va guanyar diversos premis.